# Брокко, Морис
Морис Брокко (фр. Maurice Brocco; 28 января 1885, Фисм — 26 июня 1965, Эринье) — французский шоссейный и трековый велогонщик первой четверти XX века. Главными победами для не очень титулованного гонщика стали Париж — Брюссель 1910 года и этап Тур де Франс следующего сезона. Именно вторая помогла Морису занять место в истории велоспорта, так как события тех дней привели к появлению термина доместик.

## Карьера
Профессиональная карьера Брокко начался в 1907 году, после его победы на любительской гонке Париж — Дьеп. В том же году он стал бронзовым призёром чемпионата мира на треке в гонке за лидером. В следующем сезоне Морис впервые стартовал на Тур де Франс, где сошёл на 9-м этапе. Череда сходов на Туре продолжалась для него до 1914 года, когда он стал 23-м. В 1910 году Брокко финишировал 4-м на Париж — Брюссель, однако был объявлен победителем, после того как первая тройка была дисквалифицирована за несоблюдения зоны нейтрализации в середине маршрута. В том же сезоне он уступил лишь Пьерино Альбини на 4-м этапе Джиро д'Италия. На другом этапе Морис свернул на неверную дорогу, и последовавший за ним первый победитель Джиро Луиджи Ганна потерял 4 часа и шансы на победу в общем зачёте. На протяжении карьеры Брокко 6 раз поднимался на подиум шоссейного чемпионата Франции, но побед не добивался: дважды он был вторым (1910 и 1913) и четырежды третьим (1908, 1914, 1919 и 1920). Похожими получились итоги его выступлений на Джиро ди Ломбардия: в 1911—1913 годах Морис становился сначала пятым, затем третьим и вторым, но победы не добился. После войны Брокко переключился на шестидневные велогонки, где добился ряда успехов в США: 3 победы на Шести днях Нью-Йорка (1920, 1921, 1924) и одна — на Шести днях Чикаго (1923. В 1928 году он завершил карьеру.

## Доместик
На 4-м этапе Тур де Франс 1911 Брокко потерял очень много времени и прекратил борьбу в общем зачёте. На следующий день он предложил свои услуги «развозящего» нескольким гонщикам, на которые согласился Франсуа Фабер, рисковавший не уложиться в лимит времени. Брокко дождался отставшего Фабера и подвёз его к финишу. Это вызвало гнев основателя Тура Анри Дегранжа, желавшего сделать гонки как можно более индивидуальными, и публично назвавшего Мориса «недостойным, просто слугой (domestique)». Брокко пообещал поквитаться, и на 10-м, горном, этапе ему это удалось: в тот день он выиграл у ближайшего преследователя 34 минуты. На Турмале Морис пошёл в атаку из пелотона и догнал Гюстава Гарригу. Дегранж ехал за Брокко на машине, а тот кричал ему: «Ну что, с ним мне тоже запрещено ехать?». На Обиске Брокко сбросил Гарригу, и догнал лидера, Эмиля Жорже, после чего снова обратился к Дегранжу: «А с этим я могу остаться?». Затем Брокко сбросил Жорже и выиграл этап, а Дегранж дисквалифицировал мятежника, посчитав победу доказательством подкупа Фабером Мориса.